# Pozdní Šu
Říše Pozdní Šu (čínsky pchin-jinem Hòu Shǔ, znaky tradiční 後蜀) byla v letech 934–965 jedním z jihočínských států období Pěti dynastií a deseti říší. Rozkládala se v moderní provincii S’-čchuan. Vznikla roku 934, když Meng Č’-siang, ovládající zmíněný region, odtrhl své země od říše Pozdní Tchang v severní Číně, přisvojil si titul císaře, svůj stát pojmenoval Velké Šu (čínsky pchin-jinem Dà Shǔ, znaky 大蜀) a nadále vládl nezávisle. Historikové pro odlišení od jiných států jménem Šu zavedli označení Pozdní Šu. Meng Č’-siang ještě roku 934 zemřel, na trůn po něm nastoupil jeho syn Meng Čchang. Pozdní Šu zaniklo roku 965, kdy byla dobyto říší Sung.

## Historie
Po zániku říše Tchang roku 907 vláda nástupnické říše Pozdní Liang (907–923) neudržela již ani formální moc nad většinou jižní Číny. Odtrhl se i Wang Ťien ovládající S’-čchuan, který zde založil samostatnou říši Velké Šu (od historiků obdržela označení Rané Šu). Wang Ťien roku 918 zemřel. Nastoupil po něm jeho syn Wang Jen. Byl to slabý panovník, za jehož vlády se v administrativě rozšířila korupce a nekompetence. Roku 925 podnikla armáda říše Pozdní Tchang (923–937, nástupkyně říše Pozdní Liang) invazi do Šu a dobyla jej.
Správu dobytého území převzali pozdnětchangští generálové, Meng Č’-siang, ťie-tu-š’ S’-čchuanu (západ moderního S’-čchuanu), a Tung Čang, ťie-tu-š’ Tung-čchuanu (východ moderního S’-čchuanu). Jejich věrnost říši Pozdní Tchang nevydržela dlouho, už roku 930 se oba vzbouřili a úspěšně vzdorovali tchangským vojskům. Roku 932 Meng Č’-siang porazil Tung Čanga, zabral jeho země, a formálně se podřídil říši Pozdní Tchang, roku 934 však opět odpadl a vyhlásil nezávislou říši opět pojmenovanou Velké Šu, která od historiků obdržela rozlišující označení Pozdní Šu.
Meng Č’-siang ještě roku 934 zemřel, na trůn po něm nastoupil jeho syn Meng Čchang. Ten dobytí severočínské říše Pozdní Ťin (937–947, nástupkyně říše Pozdní Tchang) Kitany roku 947 využil k připojení tří krajů čou na severních hranicích a i poté bojoval za získání území na severozápadě. Všechny územní zisky však Pozdní Šu ztratilo roku 955 ve prospěch říše Pozdní Čou (951–960).
Za vlády Meng Č’-siang a Meng Čchanga prosperovalo sečuánské hospodářství a rozvíjela se kultura. Pozdní Šu patřilo s říší Jižní Tchang k nejvíce se rozvíjejícím čínským státům 10. století. Ve správě státu oba Mengové postupně nahrazovali zasloužilé důstojníky civilními úředníky, trend který později přejal sungský režim.
Roku 965 na Pozdní Šu zaútočily armády říše Sung a bez větších potíží jej dobyly.

## Panovníci
| Jméno                                                            | Jméno       | Jméno                                            | Portrét | Narození Úmrtí | Vláda   | Éra vlády                                          |
| posmrtné                                                         | chrámové    | příjmení a osobní jméno                          | Portrét | Narození Úmrtí | Vláda   | Éra vlády                                          |
| ---------------------------------------------------------------- | ----------- | ------------------------------------------------ | ------- | -------------- | ------- | -------------------------------------------------- |
| Wen-wu šeng-te jing-lie ming-siao chuang-ti 文武聖德英烈明孝皇帝 | Kao-cu 高祖 | Meng Č’-siang 孟知祥                             |         | 874–934        | 934     | Ming-te (明德, 934–937)                            |
| kníže Kung-siao z Čchu (楚恭孝王)                                | –           | Meng Čchang (孟昶) původně Meng Žen-can (孟仁贊) |         | 919–965        | 934-965 | Ming-te (明德, 934–937) Kuang-čeng (廣政, 938–965) |

Meng Čchang je znám jako Poslední vládce Pozdního Šu (後蜀後主, Chou Šu chou-ču).